# Moorilla Hobart International 2013
Moorilla Hobart International 2013 byl profesionální tenisový turnaj žen hraný v australském Hobartu. Představoval jubilejní dvacátý ročník turnaje probíhajícího v Hobartském mezinárodním tenisovém centru na otevřených dvorcích s tvrdým povrchem. Konal se ve druhém týdnu sezóny mezi 4. až 12. lednem 2013.
Vrámci profesionálního okruhu WTA Tour se řadil do kategorie WTA International Tournaments a rozpočet činil 235 000 dolarů. Nejvýše nasazenou hráčkou ve dvouhře byla dvacátá pátá tenistka světa Sie Šu-wej z Tchaj-wanu.

## Ženská dvouhra

### Nasazení
| Stát          | Hráčka                     | WTA1 | Nasazení |
| ------------- | -------------------------- | ---- | -------- |
| Tchaj-wan     | Sie Šu-wej                 | 25.  | 1.       |
| Rusko         | Sorana Cîrsteaová          | 27.  | 2.       |
| Česko         | Klára Zakopalová           | 28.  | 3.       |
| Kazachstán    | Jaroslava Švedovová        | 29.  | 4.       |
| Španělsko     | Carla Suárezová Navarrová  | 34.  | 5.       |
| Itálie        | Francesca Schiavoneová     | 35.  | 6.       |
| Rusko         | Anastasija Pavljučenkovová | 36.  | 7.       |
| Spojené státy | Sloane Stephensová         | 38.  | 8.       |
| Německo       | Mona Barthelová            | 39.  | 9.       |

- 1 Žebříček WTA k 31. prosinci 2012.

### Jiné formy účasti
Následující hráčky obdržely divokou kartu do hlavní soutěže:
- Ashleigh Bartyová
- Bojana Bobusicová
- Jarmila Gajdošová

Následující hráčky postoupily z kvalifikace:
- Lara Arruabarrenaová-Vecinová
- Lauren Davisová
- Sílvia Solerová Espinosová
- Mandy Minellaová
  -  Nina Bratčikovová – jako šťastná poražená
  -  María Teresa Torrová Florová – jako šťastná poražená

### Odhlášení
- Petra Cetkovská
- Anabel Medinaová Garriguesová (břišní poranění)
- Anastasija Pavljučenkovová (poranění levého kyčle)
- Heather Watsonová (poranění lokte)

## Ženská čtyřhra

### Nasazení
| Stát      | Hráčka                        | Stát          | hráčka                   | WTA1 | Nasazení |
| --------- | ----------------------------- | ------------- | ------------------------ | ---- | -------- |
| Španělsko | Anabel Medinaová Garriguesová | Kazachstán    | Jaroslava Švedovová      | 50.  | 1.       |
| Austrálie | Jarmila Gajdošová             | Česko         | Klára Zakopalová         | 116. | 2.       |
| Rusko     | Nina Bratčikovová             | Slovensko     | Janette Husárová         | 123. | 3.       |
| Lotyšsko  | Līga Dekmeijereová            | Spojené státy | Megan Moultonová-Levyová | 157. | 4.       |

- 1 Žebříček WTA k 31. prosinci 2012.

Následující páry obdržely divokou kartu do hlavní soutěže:
- Vanessa Dobsonová /  Karolina Wlodarczaková
- Alyssa Hibberdová /  Joanna Smithová

### Odhlášení
- Anabel Medinaová Garriguesová (břišní poranění)

### Skrečování
- Klára Zakopalová (poranění hlezna)

## Přehled finále

### Ženská dvouhra
- Jelena Vesninová .  Mona Barthelová, 6–3, 6–4

### Ženská čtyřhra
- Garbiñe Muguruzaová /  María Teresa Torrová Florová vs.  Tímea Babosová /  Mandy Minellaová, 6–3, 7–6(7–5).